# DOCOMO Hits from the Heart
DOCOMO Hits from the Heart（ドコモ・ヒッツ・フロム・ザ・ハート）は、TOKYO FMをキーステーションに、JFN加盟37局（FM三重を除く）ネットで放送されていたラジオ番組。カウントダウンステーションの第4部として編成され、パーソナリティは前番組『WONDA THE GOLDEN HITS』から引き続き松本ともこが担当した。
ここから、NTTドコモの一社提供番組となる。

## 概要
この番組は、携帯電話やPCを使ってリクエストを行う新しい形の生放送番組で、ゲストが出演するときだけはFOMAのテレビ電話機能を利用したVライブでスタジオの様子を見ることが出来た（情報料無料・通信費有料）ほか、翌週のゲストはFOMAの動画撮影機能を使って撮影し、公式i-modeサイトで見ることもできた。番組はTOKYO FM渋谷スペイン坂スタジオから生放送していた。
2008年9月27日をもって番組は終了した。翌週10月4日より後番組として、本番組と同様ドコモ一社提供の『DOCOMO DREAM CALL』が放送開始。『DREAM CALL』でも引き続き松本ともこがパーソナリティを担当し、2010年3月27日まで続く。

## ネット局
- 東京都：TOKYO FM ※製作局
- 北海道：AIR-G'
- 青森県：AFB
- 岩手県：FM IWATE
- 宮城県：Date fm
- 秋田県：AFM
- 山形県：Boy-FM（現Rhythm station）
- 福島県：ふくしまFM
- 栃木県：RADIO BERRY
- 群馬県：FMぐんま
- 新潟県：FM-NIIGATA
- 富山県：FMとやま
- 石川県：HELLO FIVE
- 福井県：FM福井
- 長野県：FM長野
- 岐阜県：Radio80（現FM GIFU）
- 静岡県：K-mix
- 愛知県：FM AICHI（現@FM）

- 滋賀県：e-radio
- 大阪府：FM OSAKA（現FM OH!）
- 兵庫県：Kiss-FM KOBE（現Kiss FM KOBE）
- 鳥取県・島根県：V-air
- 岡山県：FM岡山
- 広島県：HFM
- 山口県：FMY
- 香川県：FM香川 be file 786
- 徳島県：FM徳島
- 愛媛県：JOEU-FM
- 高知県：Hi-Six
- 福岡県：FM FUKUOKA
- 佐賀県：FMS
- 長崎県：fm nagasaki
- 熊本県：FMK
- 大分県：Air-Radio FM88
- 宮崎県：JOY FM
- 鹿児島県：μFM
- 沖縄県：FM沖縄